# Rod Oshita
Rodney Kenji „Rod“ Oshita (* 25. Juni 1959 in Los Angeles, Vereinigte Staaten; † 25. März 2025) war ein US-amerikanischer Handballspieler, der für die US-amerikanische Nationalmannschaft auflief.

## Karriere
Oshita spielte in den Jahren 1977, 1979 und 1980 für die Wasserballmannschaft der  UC Irvine. Im Jahr 1980 gewann er mit seiner Mannschaft das Spiel um Platz drei bei der NCAA-Meisterschaft. Im selben Jahr schloss er sein Jura-Studium ab.
Oshita wechselte die Sportart und gehörte zwischen 1982 und 1988 dem Kader der US-amerikanischen Nationalmannschaft an. Mit den USA gewann er die Silbermedaille bei den Goodwill Games 1986 sowie die Goldmedaille bei den Panamerikanischen Spielen 1987. Weiterhin nahm der Handballtorwart in den Jahren 1985 und 1987 an der B-Weltmeisterschaft sowie in den Jahren 1984 und 1988 an den Olympischen Spielen teil.
Oshita fungierte beim Kuba-Cup 1992 als Nationaltrainer der USA.